# Quinto Petílio Cerial
Quinto Petílio Cerial Césio Rufo (em latim: Quintus Petillius Cerialis Caesius Rufus), conhecido como Quinto Petílio Cerial, foi um senador, general e governador romano nomeado cônsul sufecto para o nundínio de julho a agosto de 70 com Caio Licínio Muciano e novamente para maio a junho de 74 com Tito Clódio Éprio Marcelo. Depois do consulado, sufocou a Revolta dos Batavos e serviu como governador da Britânia. Como ele provavelmente sucedeu Césio Násica como comandante da Legio IX Hispana e como irmãos frequentemente aparecem servindo em sucessão num mesmo posto, Anthony Birley sugere que Cerial era um irmão mais novo de Násica que foi adotado pelo pretor em 28, Petílio Rufo. Contudo, Ollie Salomies argumenta que Cerial era na realidade filho biológico de Petílio Rufo com uma Césia, que pode ter sido filha de um Césio Cerial; Césio Násica não seria seu irmão, segundo ele, "mas um parente próximo".

## Revolta de Boudica
Seu primeiro posto importante foi como legado militar da Legio IX Hispana na província da Britânia, governada por Caio Suetônio Paulino. Cerial participou da campanha que derrotou a revolta de 60-61 liderada pela rainha Boudica dos icenos, apesar de ele próprio ter sofrido uma dura derrota quando tentava levantar o cerco a Camuloduno, que depois foi completamente destruída pelos rebeldes. Sua legião quase foi aniquilada na Batalha de Camuloduno quando marchava para lá. Quando eles se aproximaram da cidade, ela já havia caído e seu exército foi atacado com força total pelos guerreiros icenos vitoriosos. Os romanos foram completamente sobrecarregados e apenas a cavalaria, incluindo Cerial, conseguiu escapar para um forte nas imediações. Lá permaneceram até a chegada de Suetônio Paulino.

## Guerra civil
Petílio Cerial se casou duas vezes, uma antes de 50 e outra em data desconhecida, mas que o transformou em parente de Vespasiano antes de sua aclamação como imperador no oriente. Tácito e Dião Cássio identificam sua esposa como uma parente relativamente próxima da mulher de Vespasiano.
Por causa de sua relação com Vespasiano, Cerial foi mantido como refém por Vitélio em 69, o "ano dos quatro imperadores". Ele conseguiu escapar disfarçado como camponês, se juntou ao exército flaviano e foi um dos comandantes da cavalaria do exército que conquistou Roma para Vespasiano, que ainda vinha chegando. Seu papel foi entrar na cidade através do antigo territórios dos sabinos, pela Via Salária.
Esta vitória e a confiança do novo imperador lhe valeram o comando da XIV Gemina, que na época ficava na difícil província da Germânia Inferior. Mais uma vez Cerial se viu em posição de lidar com uma revolta local, a Revolta dos Batavos, na qual as tribos locais, lideradas por Júlio Civil, um príncipe gaulês romanizado, cercaram duas legiões em Castra Vetera. Cerial novamente prevaleceu e foi homenageado por Vespasiano, incluindo o seu consulado em 70.

## Últimos anos
Em 71, Cerial foi nomeado governador da Britânia e levou consigo a II Adiutrix. Durante seu mandato, realizou várias campanhas contra os brigantes no norte da ilha. Em 74, Cerial deixou a Britânia. Um diploma militar, de 21 de maio de 74, atesta que ele teria sido cônsul por uma segunda vez, desta vez com o futuro imperador Domiciano.
Segundo Tácito, Cerial "era um corajoso soldado e não um general cuidadoso e preferia apostar tudo num único confronto. Ele possuía uma eloquência natural de um tipo que apelava de imediato aos ouvidos dos soldados. Sua lealdade aos seus superiores era inquebrantável".

## Família
Petílio Cerial era parente da família imperial, provavelmente marido de Domitila, a Jovem, filha de Vespasiano, com quem teve Flávia Domitila.